# Origines
Pour les articles homonymes, voir Origine (homonymie).
Origines est le 19e épisode de la saison 2 de la série télévisée Angel.

## Synopsis
Cordelia est engagée pour tourner un important spot publicitaire. Les membres d'Angel Investigations fêtent l'événement mais leur repas est interrompu par une vision de Cordelia. Pendant que Cordelia tourne la publicité, Angel et Wesley recherchent le démon de sa vision, ainsi que Gunn, qui doit refuser d'apporter son aide à son ancien gang pour se consacrer à l'enquête. Ils retrouvent le démon et le tuent mais un autre fait son apparition au Caritas par un portail. Lorne demande l'aide d'Angel Investigations pour tuer ce démon Drokken et Cordelia a alors une autre vision, celle d'une jeune femme dans une bibliothèque avec un portail s'ouvrant derrière elle. Angel, Wesley et Cordelia découvrent que cette jeune femme, Fred, a disparu depuis cinq ans. Pendant ce temps, Gunn découvre qu'un de ses amis qu'il n'a pas pu aider a été tué par un vampire.
Cordelia trouve un livre étrange et, après en avoir lu quelques lignes, un portail s'ouvre et un nouveau démon, ressemblant à Lorne, en sort : il s'agit de Landok, le cousin de Lorne. Landok propose d'aider le groupe à tuer le démon Drokken. Grâce à son aide, ils le retrouvent et le tuent. Cordelia propose de renvoyer Landok, blessé, dans son monde en lisant encore quelques lignes du livre. Un portail s'ouvre en effet et Landok y est aspiré mais Cordelia également. Elle se retrouve dans la dimension de Pylea.